# Ustawa o inspekcji pracy (II RP)
Ustawa o Inspekcji pracy (II RP) – organ administracji państwowej podległy Ministrowi Pracy i Opieki Społecznej, powołany do wykonywania czynności przewidzianych w przepisach  prawa o ochronie pracy, obejmujący wszystkie zakłady i przedsiębiorstwa, w których stosowana była praca najemna. 

## Powołanie Inspekcji
Na podstawie dekretu tymczasowego o urządzeniu i działalności inspekcji pracy z 1919 r. ustanowiono inspekcję pracy.
Inspekcja pracy pozostawała pod zarządem Ministerstwa Pracy i Opieki Społecznej.

## Organy Inspekcji
Organami inspekcji pracy były:
- główny inspektor pracy,
- inspektorzy pracy (okręgowi i obwodowi),
- kolegialne organy inspekcji pracy (centralne i okręgowe).

## Główny Inspektor
Główny Inspektor Pracy był zwierzchnikiem służbowym organów inspekcji pracy, sprawował nadzór nad ich działalnością i kierował ich czynnościami.
Główny Inspektor Pracy podlegał bezpośrednio Ministrowi Pracy i Opieki Społecznej i składał mu doroczne sprawozdania z działalności inspekcji pracy. 

## Inspektor pracy
Na stanowiska inspektorów pracy mianowano osoby bez różnicy płci, które posiadały:
- wyższe wykształcenie, a zwłaszcza wyższe wykształcenie techniczne,
- odpowiednia praktyka,
- znajomość nauk społeczno-prawnych,
- znajomość zasad higieny przemysłowej,
- znajomość stosunków robotniczych.

Inspektor pracy zatrudniony był po zdaniu egzaminu przed specjalną komisją przy Ministerstwie Pracy i Opieki Społecznej.

## Podinspektor pracy
Na wniosek głównego inspektora pracy do pomocy inspektorom pracy Minister Pracy i Opieki Społecznej mianował  podinspektorów pracy spośród osób, które posiadały dobrą znajomość stosunków robotniczych. Warunkiem zatrudnienia było złożenie egzaminu przed specjalną komisją przy Ministerstwie Pracy i Opieki Społecznej.

## Kolegialne organy inspekcji pracy
Na wniosek Głównego Inspektora Pracy podział terytorialny na obwody i okręgi inspekcji pracy oraz siedziby inspektorów obwodowych i okręgowych ustalał Minister Pracy i Opieki Społecznej w porozumieniu z Ministrem Przemysłu i Handlu i Ministrem Rolnictwa. Podział na obwody i okręgi inspekcji pracy odpowiadał zasadniczemu podziałowi państwa dla celów administracji ogólnej.

## Zadania inspektorów
Inspektor pracy:
- nadzorował wykonanie przez przedsiębiorców i robotników przepisów określających ich obowiązki i wzajemne stosunki;
- wydawał zarządzenia dla wprowadzenia w życie przepisów i postanowień, wydawanych przez Ministra Pracy i Opieki Społecznej,
- sprawował  nadzór nad wykonaniem tych przepisów i postanowień;
- analizował i zatwierdzał cenniki dotyczące opłat za mieszkanie fabryczne, korzystania z łaźni i jadalni,
- zatwierdzał artykuły sprzedawane w sklepach fabrycznych,
- zatwierdzał tabele kar oraz regulaminy porządku wewnętrznego;
- zatwierdzał tabele płacy robotniczej;
- podejmował środki dla zapobiegania zatargom pomiędzy przedsiębiorcami a robotnikami, badał na miejscu wynikłe niezadowolenia i dążył do polubownego załatwienia sporów;
- nadzorował wykonanie postanowień, dotyczących pracy i nauki szkolnej małoletnich robotników;
- dbał o umieszczanie małoletnich robotników w szkołach początkowych specjalnych;
- występował w sądzie w charakterze oskarżyciela posiłkowego,
- wszczynał postępowanie karne w przypadkach winnych wykroczenia przeciwko ustawy o pracy w przemyśle;
- nadzorował wykonanie przepisów o rozkładzie i długości dnia roboczego;
- spełniał czynności jakie nakładało prawodawstwo o ubezpieczeniach społecznych;
- zbierał, sprawdzał i zestawiał dane statystyczne, dotyczące warunków pracy i płacy, bytu robotników oraz wzajemnych stosunków pomiędzy przedsiębiorcami a robotnikami w zakładach pracy,
- opiniował  w sprawach wydawania pozwoleń na otwarcie lub przebudowanie zakładów przemysłowych, podlegających nadzorowi inspekcji pracy;
- badał na polecenia Ministra Pracy i Opieki Społecznej warunki pracy i płacy we wszystkich dziedzinach pracy najemnej w celu gromadzenia materiałów dla udoskonalenia i rozwoju prawodawstwa o ochronie pracy;
- na polecenia Ministra Pracy i Opieki Społecznej spełniał wszelkie czynności leżące w zakresie kompetencji Ministerstwa Pracy i Opieki Społecznej.

## Nowelizacja ustawy z 1927 r.
Na podstawie rozporządzenia Prezydenta RP z 1927 r. o inspekcji pracy wprowadzono szereg zmian i poszerzono zakres podmiotowy w obowiązujących przepisach.
Inspekcja pracy była obowiązana i uprawniona do nadzoru nad przestrzeganiem i wykonywaniem przepisów prawa o ochronie pracy w zakresie:
- ochrony życia i zdrowia,
- przestrzegania dobrych obyczajów i właściwych stosunków pracy,
- przestrzeganie umów o pracę, w tym zbiorowych umów o pracę,
- przestrzeganie regulaminie pracy, w tym  o czasie pracy, o dniach świątecznych, o urlopach, o pracy młodocianych,
- umożliwianiu kształcenie ogólnego i zawodowego młodocianych
- przestrzeganie zatrudnienia i pracy kobiet,
- przestrzeganie przedstawicielstwa pracowników i ich uprawnień,
- organizacja pracy chałupniczej.

## Asystenci inspektorów
Na wniosek Głównego Inspektora Pracy na podstawie specjalnej umowy Minister Pracy i Opieki Społecznej powoływał asystentów inspekcyjnych spośród osób, które:
- pracowały przynajmniej 5 lat w charakterze robotnika, rzemieślnika, pracownika technicznego lub handlowego w odpowiedniej gałęzi pracy;
- pracowały w tym charakterze nie mniej niż 2 lata w obrębie tego obszaru, na którym pełnić będzie czynności asystenta inspekcyjnego.

Zadaniem asystentów inspekcyjnych było współdziałanie z inspekcją pracy w nadzorze nad przestrzeganiem przepisów ochrony pracy w zakładach i przedsiębiorstwach. Asystentom inspekcyjnym przysługiwało prawo zwiedzania zakładów i badania warunków pracy w tych zakładach.  